# タラス・カチカ
タラス・アンドリヨヴィチ・カチカ（ウクライナ語: Тарас Андрійович Качка）は、ウクライナの政治家。2025年7月17日より欧州・欧州大西洋統合担当副首相を務める。また、同月30日よりウクライナ通商代表を兼任している。日本語の報道では「カチカ副首相」と表記される。
2001年よりウクライナ司法省や財務省に勤務後、2014年から2015年までウクライナ商工会議所の戦略開発担当副会頭を務めた。2019年9月6日から2025年7月17日まで経済副大臣兼通商代表を務めた。